# Âşık Veysel
Âşık Veysel eller med sit rigtige navn Veysel Şatıroğlu (25. oktober 1894, Şarkişla - 21. marts 1973 Şarkişla) var en tyrkisk folkedigter.

## Hans liv
Âşık Veysel Şatıroğlu var den mest betydelige tyrkiske aşık i nyere tid. Han blev født i Sivrialan i den lille by Şarkişla i Sivas provinsen. Hans liv var fyldt af trængsler. En af grundene er koppeepidemi, hvilket kostede begge hans søstre livet og han mistede selv synet på det venstre øje, og ved en ulykke mistede han derefter også synet på det højre øje. Først begyndte han at spille andre digteres folkesange med sin. I 1930 mødte han Ahmet Kutsi Tecer, der arbejdede som en uddannelsesleder, på en digter aften arrangeret af Kutsi Bey selv. Med støtte fra Kutsi Bey begyndte han at turnere i mange byer.  . Her lærte han at spille saz til perfektion. Hans virke som aşık begyndte, da han var 40 år. På dette tidspunkt havde han mistet de 2 børn, han fik i sit ægteskab, ligesom hans kone havde forladt ham. Hans indre konflikter, og de tragiske hændelser han gennemlevede, udviklede hans indre verden. Han optrådte i hele landet med sin digtekunst, men var også en mester i aşıkkernes traditionelle repertoire. Han digtede en hyldest til Mustafa Kemal, men fik aldrig lejlighed til at optræde for ham. Det var hans livs største skuffelse. Hans mest berømte sang: ”Uzun ince bir yoldayim” er én af Tyrkiets mest berømte folkesange og lyder således:
"Jeg går på den lange, smalle vej
Jeg går dag og nat
Jeg ved ikke, hvad jeg føler
Jeg går dag og nat.
Jeg kom til verden og vandrede på samme tid
Går til mit bestemmelsessted med de to døre
Jeg går dag og nat
Selv i søvne går jeg
Prøver at finde en grund til at blive
Jeg ser alle dem, som er gået
Jeg går dag og nat.
Niogfyrre år har jeg gået på denne vej
På sletter bjerge og ørkener
Jeg er i landflygtighed
Jeg går dag og nat.
Veysel er fuld af undren
Snart grædende og snart smilende
Når han til sit bestemmelsessted
Jeg går dag og nat"
Âşık Veysel er en af de sidste store repræsentanter for Âşık-traditionen. Han var på turne i nærområdet og blev hurtigt kendt. I 1970'erne hjalp nogle musikere som Selda Bağcan, Gülden Karaböcek, Hümeyra, Fikret Kızılok og Esin Afşar med at sprede Âşık Veysels ord. Der afholdes hvert år festligheder i Şarkışla og i Sivas afholdes Âşıklar festival
Hans værker er enkle på tyrkisk. Han Bruger sproget meget dygtigt. Tristhed med livsglæde, optimisme og fortvivlelse blev flettet sammen i hans digte. Han har også digte, hvor han kritiserer natur, sociale begivenheder, religion og politik. Nogle af de digte er Deyişler (1944) og Sazımdan Sesler (1950), der blev samlet i bogen Dostlar Beni Hatırlasın (1970). Han døde i 1973 som et resultat af lungekræft . Efter hans død blev hans værker udgivet under titlen Bütün Şiirleri (1984).
I november 2014 blev statsoperaen og balletten, med værket "Dostlar Beni Hatırlasın" (Venner husk mig) sat på scenen til minde om Âşık Veysels 41. år død. Der blev også annonceret, at datteren og børnebørnene til Âşık Veysel deltager i premieren den 17. november 2014. Mens Ihsan Bengier var instruktøren af showet, deltog navne som Almula Ersoy, Ayşegül Aydemir, Deniz Alp, Sevim Başol og Müge Gündüz. 

## Værker
| - Anlatamam Derdimi (5:24) - Arasam Seni Gül İlen (4:18) - Atatürk'e Ağıt (5:26) - Beni Hor Görme (2:46) - Beş Günlük Dünya (3:58) - Bir Kökte Uzamış (4:55) - Birlik Destanı (1:42) - Çiçekler (3:05) - Cümle Âlem Senindir (6:44) - Derdimi Dökersem Derin Dereye (4:51) - Dost Çevirmiş Yüzünü Benden (3:12) - Dost Yolunda (4:43) | - Dostlar Beni Hatırlasın (6:02) - Dün Gece Yar Eşiğinde (4:28) - Dünya'ya Gelmemde Maksat (2:43) - Esti Bahar Yeli (2:41) - Gel Ey Âşık (5:35) - Gonca Gülün Kokusuna (5:24) - Gönül Sana Nasihatim (6:40) - Gözyaşı Armağan (3:32) - Güzelliğin On Para Etmez (4:31) - Kahpe Felek (2:58) - Kara Toprak (9:25) - Kızılırmak Seni Seni (4:58) | - Küçük Dünyam (5:17) - Murat (5:13) - Ne Ötersin Dertli Dertli (3:05) - Necip (3:16) - Sazım (6:02) - Seherin Vaktinde (5:01) - Sekizinci Ayın Yirmi İkisi (4:43) - Sen Bir Ceylan Olsan (3:34) - Sen Varsın (4:01) - Şu Geniş Dünya'ya (7:27) - Uzun İnce Bir Yoldayım (2:23) - Yaz Gelsin (3:02) - Yıldız (Sivas Ellerinde) (3:16) - ‘’Çırpınıp İçinde Döndüğüm Deniz’’ |

 Bemærk: Indholdet af parenteser er varigheden af værkerne.